# Гари Чапмън
Гари Чапмън (на английски: Gary Chapman) е американски психолог, брачен консултант и писател на бестселъри за себеусъвършенстване и взаимопомощ, свързани с брака, семейството и отношенията с децата.

## Биография и творчество
Гари Чапмън е роден на 10 януари 1938 г. в САЩ. Учи в библейския институт „Муди“. Получава бакалавърска и магистърска степен по антропология от колежа „Уитън“ на Университета „Уейк Форест“. Получава и магистърска степен по религиозно образование и степен доктор по философия от Югозападната баптистка богословска семинария. Прави следдипломна работа в Университета на Северна Каролина и Университета Дюк.
След дипломирането си работи като брачен консултант в продължение на 36 години в Уинстън-Сейлъм, Северна Каролина.
През 1979 г. е издадена първата му книга „Toward a Growing Marriag“, с която става известен. В следващите години най-популярна става поредицата му „Петте езика на любовта“. В тях той развива петте категории на отношенията в семейството – утвърждаващи думи, пълноценно време, получаване на подаръци, помагане и физическо докосване. Първата книга от поредицата е издадена в над 4 милиона екземпляра само на английски език, и още на още 36 езика по света. Автор е на над 20 книги за консултиране и самопомощ.
Има своя радио програма наречена „A Love Language Minute“, която се излъчва от 100 радиостанции в САЩ.
Освен писател и радиоводещ той е бил и старши сътрудник на пастора на Баптистката църква в Уинстън-Салем, Северна Каролина, когато е работил там.
Гари Чапмън живее със семейството си в Луисвил, Северна Каролина.

## Произведения
- Toward a Growing Marriag (1979, 1996)
- The Marriage You’ve Always Wanted (1979, 2005)
- Hope For The Separated: Wounded Marriages Can Be Healed (1982, 1996)
- Петте езика на любовта: Как да изразиш любовта си към своя брачен партньор, The Five Love Languages: How to Express Heartfelt Commitment to Your Mate (1990)
- Петте езика на любовта при децата, The Five Love Languages of Children (1995) – с Рос Кембъл
- The Five Love Languages of Teenagers (2000)
- The Five Love Languages for Singles (2001)
- The World’s Easiest Guide to Family Relationships (2001)
- Love Talks for Families, Northfield Publishing (2002)
- Love Talks for Couples (2002)
- The Five Love Languages – Men’s Edition (2004)
- The Four Seasons of Marriage (2005)
- The Five Languages of Apology (2006)
- It Happens Every Spring (2006)
- A Couple’s Guide to Growing Marriage (2006)
- Profit Sharing: Making Money An Asset in Your Marriage (2007)
- Summer Breeze (2007)
- Falling for You Again (2007)
- The Heart of the 5 Love Languages (2008)
- In-Law Relationships: Becoming Friends With Your In-Laws (2008)
- Winter Turns to Spring (2008)
- The Family You’ve Always Wanted (2008)
- Love is A Verb: Stories of What Happens When Love Comes Alive Bethany House (2009)
- The 5 Love Languages: The Secret to Love That Lasts (2010)
- The 5 Languages of Appreciation in the Workplace (2011) – с Пол Уайт
- When Sorry Isn't Enough (2013) – с Дженифър Томас